# Gunnar Grundström
Gunnar Grundström född 14 juni 1951, död 13 september 1995 var en svensk civilekonom och finansman. Han var VD i Sveriges Aktiesparares Riksförbund 1982–1984.
Grundström föddes i Sundsvall och diplomerades från Handelshögskolan 1976. Han började då som börsredaktör på Veckans Affärer som han lämnade 1980 för att bli informationschef vid Aktiespararnas riksförbund. 1982 tillträdde han där den då nyinrättade tjänsten som verkställande direktör i organisationen. Han innehade denna befattning till 1984, då han grundade investmentbanken Merchant, Grundström & Partners fondkommission AB (senare Merchant Holding AB), där han även blev VD. 1994 tillträdde han som VD för Grundström Securities.